# 오리초등학교
오리초등학교(梧里初等學校)는 대한민국 경기도 성남시 분당구 구미동에 있는 공립 초등학교이다.

## 학교 연혁
- 1994년 11월 1일 오리초등학교 설립인가
- 1995년 3월 1일 개교(6학급 인가)
- 1997년 2월 5일 오리초등학교 병설유치원 설립인가
- 1997년 11월 22일 급식소 개관
- 1998년 2월 24일 특수학급 설립인가(1학급)
- 2011년 3월 1일 제7대 정병호 교장 취임
- 2011년 3월 1일 교육과학기술부 지정 자율형 창의경영학교(2011.3.1~2014.2.28)
- 2013년 3월 1일 경기도교육청 지정 혁신학교예비지정교(2013.3.1~2014.2.28)
- 2013년 9월 1일 혁신학교 신규지정
- 2014년 2월 18일 제19회 졸업식(졸업생 30명, 누계 2,217명)
- 2014년 3월 1일 성남시 창의모델학교 지정
- 2014년 3월 1일 11학급 편성(특수학급 1학급 포함)
- 2015년 2월 13일 제20회 졸업식(졸업생 34명, 누계 2,251명)
- 2015년 3월 1일 10학급 편성(특수학급 1학급 포함)
- 2015년 3월 1일 나눔학교 지정